# Festa do Dois de Julho
A Festa do Dois de Julho é a comemoração cívica e popular pela Independência da Bahia que ocorre anualmente na cidade de Caetité, no Alto Sertão baiano, realizada há cerca de dois séculos para marcar o fim da Guerra da Independência do Brasil no 2 de julho de 1823, na Bahia. A comemoração conta com a participação das forças de segurança (Exército, Marinha, Aeronáutica, Bombeiros e Polícia Militar), da rede escolar e grupos de montaria, além de participações especiais, como indígenas em 2017. "Dentre as tradições culturais populares, destaca-se o desfile cívico do Dois de Julho, uma festa que acontece desde o século XIX com paradas para discursos, recitação de poesias e apresentações teatrais", como resumiu uma pesquisadora.
Nélson de Araújo, pesquisador do folclore baiano, registrou em seu livro de 1988 "Pequenos Mundos": “Caetité reserva a sua pompa à festa do Dois de Julho, sua mais importante comemoração cívica. Não deixa de causar estranheza que a longínqua, bela e culta cidade da Serra Geral da Bahia, terra de Anísio Teixeira, permaneça fiel a essa tradição, um dos poucos festejos patrióticos genuinamente populares no Brasil, ao passo que algumas cidades do Recôncavo, diretamente envolvidas nas lutas da Independência, já a têm sepultada no esquecimento”. "Na cidade de Caetité, Sudoeste do estado, que todos os anos festeja o 2 de Julho com grande pompa, a cabocla surge num dos carros, matando o "Dragão da Tirania", que representa o colonizador vencido", como assinalou Poliana Antunes.
A comemoração é tombada pelo município em razão de sua importância histórica e cultural, e tem preservados "elementos da festa como a “Levada da Cabocla”, os desfiles cívicos e a representação dos heróis da luta como Maria Quitéria, Joana Angélica e o Periquitão". Registrou o então deputado Paulo Jackson, morto no ano 2000, em artigo intitulado “2 de Julho – O Verdadeiro Grito de Independência”, que “Caetité, minha terra natal, é hoje uma das poucas cidades da Bahia a manter viva a lembrança do 2 de Julho. Ali a data é festejada com brilho! Uma tradição em sintonia com todos que defendem a preservação de nossa memória (…)”.
"A festa começava no dia 30 de junho com o “Bando Anunciador”, grupo de pessoas que saía pelas ruas cantando e anunciando o início do mês de julho e da data cívica de 2 de julho. No dia primeiro de julho, ocorria a levada da cabocla, símbolo maior da Festa de 2 de Julho, ao ponto mais alto da cidade, representando a conquista das tropas brasileiras sob as portuguesas.  A festa terminava no dia 2, com o desfile cívico acompanhado por muitos cavaleiros, o "Te Deum" (...) era realizada por festeiros que organizavam o evento num ano e passavam a bandeira para outra pessoa ou família que seria responsável no ano seguinte. Este modelo de organização permaneceu até o início do século XXI, quando a realização da festividade passou a ser de responsabilidade da Prefeitura Municipal".

## Contexto histórico
Segundo o historiador Luís Henrique Dias Tavares, “Foram os brasileiros que de fato libertaram a cidade do Salvador de armas nas mãos. Primeiro foram os brasileiros de Santo Amaro, Maragojipe, Cachoeira, São Francisco do Conde, Nazaré das Farinhas, Jaguaripe, que formavam um exército de esfarrapados. Depois, entraram os brasileiros que desceram lá de Caetité, do Sertão e da Chapada Diamantina, formando um exército das mais diferentes cores, de brasileiros filhos de escravos, descendentes de escravos, brasileiros brancos pobres que nada tinham além de uma roça de cana plantada para o senhor de engenho”.
Ainda durante o período das lutas, e tendo já D. Pedro proclamado a independência, expediu o governo a seguinte ordem: 
AVISO DE 5 DE DEZEMBRO DE 1822
Convindo muito que nas províncias deste Império se estabeleça e conserve um só centro de união e de força para se manter a uniformidade do Governo nos diferentes ramos de administração pública: manda Sua Majestade o Imperador pela Secretaria do Estado dos Negócios do Império, que a Vila Nova do Príncipe, de Santa Anna de Caetité, e as outras da Comarca da Jacobina se unam, quanto antes, ao Governo estabelecido na vila da Cachoeira, enquanto o mesmo Augusto Senhor, sobre este objecto, não ordenar o contrário.
E há por bem Sua Majestade Imperial agradecer e louvar a Câmara da mesma Vila de Caetité, e as outras que aderiram à sagrada causa do Império Brasílico, entre as quais foram as primeiras, o seu zelo e prontidão, em mandar seus enviados, José António Gomes e o Padre José de Sousa Lima, para, em nome da Câmara de Caetité, lhe dirigirem os puros votos da sua felicidade, obediência, amor e patriotismo.
Palácio do Rio de Janeiro, em 5 de Dezembro de 1822 — José Bonifácio de Andrada e Silva.
O primeiro que registrou a possibilidade de a mudança para Caetité do herói das lutas pela Independência, o organizador do "Batalhão dos Periquitos Major Silva Castro em 1827, como sendo o marco do início dos festejos foi o professor Bartolomeu de Jesus Mendes, ao escrever que ele fora provavelmente um dos "introdutores da comemoração cívica do 'Dois de Julho' neste lugar". Apelidado de "Periquitão", Silva Castro (avô do poeta Castro Alves), é um dos grandes homenageados nos desfiles cívicos de Caetité.
Jorge Amado, no livro escrito em 1946 "ABC de Castro Alves", registrou que "O major Silva Castro mandara as filhas solteiras passearem nas fazendas do alto sertão de Caetité. Iriam engordar nos ares de Cajueiros, fazenda das melhores da região..."
O historiador Argemiro Ribeiro de Souza Filho afirma, sobre a importância de Caetité no contexto das lutas, que: “Se a região do Recôncavo foi importante nesse processo de liberdade, o povo do Alto Sertão também tem muito do que se orgulhar, porque foi por aqui que passaram as armas e os alimentos que abasteciam os cerca de 24 mil soldados que lutaram pela Independência da Bahia (...) A população doava o que tinha. Enviaram para Cachoeira alimentos, mantas para soldados, algodão e animais para abastecer os batalhões”. Ribeiro narra que, durante o "processo de afirmação de um único órgão governativo para todo o interior baiano encontrou resistências em algumas vilas, a exemplo de Rio de Contas e Caetité, cujas iniciativas de instalação de governos autônomos foram reprimidas pelo Conselho Interino de Governo instalado em Cachoeira". Outro fato narrado pelo pesquisador foi a acusação do Governo Provisório contra Pierre Labatut, general enviado por D. Pedro para comandar a resistência, de promover “o terror em todas as classes de cidadãos, e principalmente na dos proprietários, de sorte que ninguém se julga seguro e teme ser assassinado a espingarda”; “[...] ele ameaça de matar e enforcar os europeus pacíficos [...] a ponto de ser o Conselho Interino obrigado a publicar” uma “proclamação” visando “tranquilizar” os portugueses europeus residentes nas vilas de Rio de Contas e de Caetité que procuravam abrigo contra as ameaças do comandante-em-chefe do Exército Pacificador".
Ainda de notar a notícia que dá Licurgo Santos Filho acerca de Inocêncio José Pinheiro Canguçu, senhor do Sobrado do Brejo, então no povoado de Bom Jesus dos Meiras, pertencente a Caetité, que fora um "nativista extremado, tanto que riscou do próprio nome o lusitano "Pinto", substituindo-o por "Canguçu", termo designativo de feroz felídeo, variedade de onça das matas brasileiras"; Pedro Calmon, por sua vez, escrevera que "o velho Inocêncio José Pinheiro Canguçu tomara armas pela Independência".
Finalmente o registro do folclorista Nélson de Araújo: "Em Caetité vivia, à época, forte, influente e destacada colônia de portugueses, alguns dos quais perderam a vida nos tumultos mata-marotos, que lá se revestiram de excepcional violência. Maus pedaços deviam ter passado os caetiteenses sob a guante dos colonizadores lusos".

### O "Mata-Maroto" em Caetité
Pouco tempo depois de emancipada, em 1810, em Caetité se instalou uma Escola Régia da qual ficara depois encarregado o padre Queiroz Osório – sobrenome este adotado por ocasião da Independência;  foi ele um dos chefes dos “patriotas” que, exaltados, protagonizaram “represálias e perseguições” aos portugueses. Registrou Helena Lima que “dois portugueses foram assassinados na cidade, um em frente à igreja, onde o padre Queiroz Osório celebrava. Perseguido, foi procurar refúgio na igreja, mas de lá foi “arrancado e sangrado”. Consta, por conta de quem lhe narrou o fato, diz João Gumes, que ao sair da igreja o padre tocou com o pé o rosto do cadáver dizendo: “me cheira mal o sangue do maroto”.” A autora esclarece, adiante: “O movimento nativista da época da Independência do Brasil e na Bahia, conhecido por “Mata-Maroto”, teve em Caetité, onde a colônia portuguesa era numerosa, forte e rica, grande repercussão. Formaram-se grupos de patriotas que perseguiam, roubavam e até matavam, apesar da prudência e senso de justiça de Joaquim Venâncio Gomes de Azevedo".” Dário Cotrim elucida o papel de Azevedo, situando-a temporalmente: "com a explosão da Abrilada, no ano de 1831, os "marotos" que moravam na capital da província fugiram para o desconhecido sertão, endo alguns deles chegado aqui no arraial [do Gentio] sob a proteção do intendente de Caetité, Joaquim Venâncio de Azevedo". O mesmo autor registra que, num recrudescimento das lutas, vários portugueses houvessem perdido a vida, como ocorreu ao irmão do português Antônio José da Silva, que foi "cruelmente massacrado" enquanto que este escapou, refugiando-se num morro no distrito do Gentio.
Lima narra também alguns dos episódios, como o ocorrido “durante o período mais agudo da perseguição”, quando “um português, dono do sobradinho na praça de Santana (demolido em 1974), deu uma grande festa e quando havia a maior animação, fugiu, desaparecendo da cidade; regressou depois de algum tempo, quando já não havia perigo”. O professor Zezito Rodrigues registrou que "Em 1823, “membros do partido brasileiro” se juntam para hostilizar as famílias portuguesas, com ameaças, mortes e conflitos abertos motivando as fugas dessas famílias para o povoado da Malhada, às margens do Rio São Francisco. Este episódio motiva o envio de tropas de Minas Gerais sob comando do Coronel Jacinto Pinto Teixeira para pacificar a vila, feita pela força, após superação dos conflitos dos partidários da contenda".

## Histórico
Nélson de Araújo em 1988 ponderava: "Acredita-se que desde a Independência da Bahia a festa se vem realizando, com eventuais interrupções. Em 1884 é certo que já existia, pois nesse ano a comissão organizadora adquiriu um local para a construção de um teatro denominado Dois de Julho". (grifo original)
"Já no século XIX uma comissão formada por cidadãos influentes cuidava de organizar o cortejo. Durante o ano a comemoração ia sendo planejada até culminar no cortejo que percorria as ruas principais – passando pela via que ainda hoje mantém o nome de Rua 2 de Julho. Cortejo essencialmente a pé, mas já contando com a cavalaria." Maria Lúcia Porto Silva Nogueira observa que "Vários memorialistas reafirmam a importância do desfile cívico do Dois de Julho em Caetité. Era uma festa que, desde o século XIX acontecia na cidade, e por isso deixou os seus moradores impregnados de um “verdadeiro civismo”. Havia uma comissão organizadora que se esmerava nos preparativos e ensaios e depois os festejos que duravam três dias, cooptando o entusiasmo e participação da população; durante e o desfile, havia várias paradas para discursos e recitação de poesias e, no terceiro dia, com apresentações teatrais, encerravam-se as festividades. Esta festa que é realizada até hoje, já passou por várias fases, alternando períodos de maior ou menor entusiasmo e até de alterações no seu ritual".
Helena Lima Santos registrou sobre esse período: "Em 1884, a Comissão Permanente dos Festejos de 2 de Julho, tendo à frente Antônio Gumes, fundou uma sociedade dramática e adquiriu o prédio do Mercado que, então, fora transferido para o Largo do Alegre; fizeram-se ligeiras modificações, sendo adaptado para representações, recebendo o teatro o nome de 2 de Julho, no local onde mais tarde se ergueria o Teatro Centenário". A autora continua: "Era pensamento da Comissão construir um edifício mais amplo e apropriado, um verdadeiro teatro. Dispunha de avultada quantia angariada por Plínio de Lima e lhe foi cedido o S. Caetano por uma doação assinada pelo Barão de Caetité, antigo presidente da União, e pelo Tenente Catão Correia de Morais, Capitão Anselmo da Costa Lima, últimos representantes desta antiga sociedade".

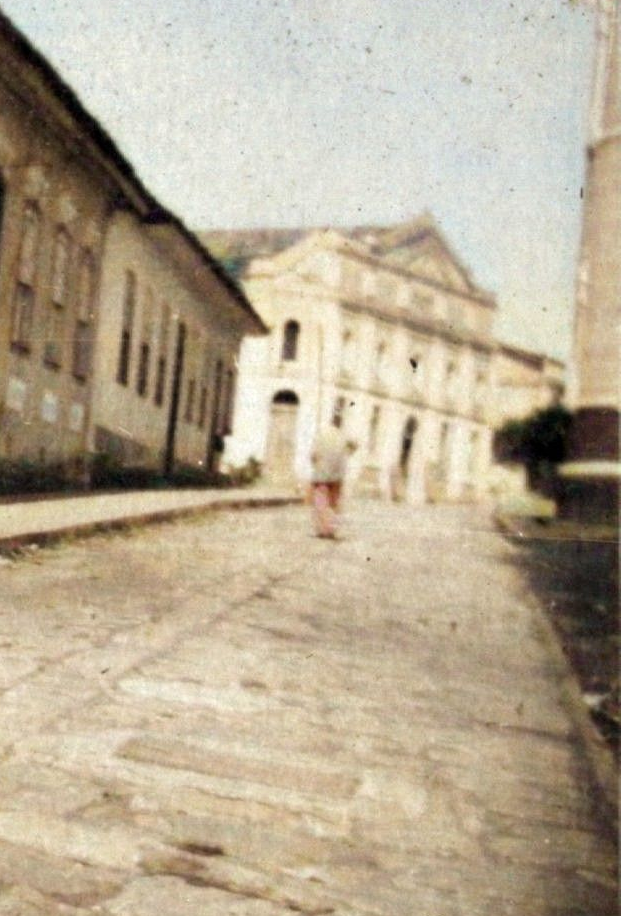
O "Teatro Centenário" (ao fundo), inaugurado em 1922 e demolido em 1972, teve importante papel nos festejos no século XX.

A esse respeito registrou Marieta Lobão Gumes: "Os preparativos para os grandes festejos do “2 de Julho” eram planejados e organizados por uma Comissão composta por diversos cidadãos caetiteenses e que, com grande antecedência, se punha em atividade, arrecadando fundos, promovendo a sua divulgação através da imprensa, mantendo o necessário contato com as autoridades locais, no sentido de conseguir subvenções que fizessem frente as inarredáveis despesas para a consecução do programa de comemorações".
Gumes ainda descreve, com detalhes, os preparativos e realização de cortejo, num formato que essencialmente permanece até os dias atuais: a comemoração tinha início na noite do dia 1º de julho com a "levada" de um carro alegórico "representando um caboclo esmagando um dragão", saindo o cortejo do "final da rua Barão de Caetité para o alto da Ladeira, onde havia um marco delimitando a área urbana e denominado a Pedra do Conselho, acompanhado pela população e ao "som dos dobrados brilhantemente executados pela Lira Caetiteense". O dia seguinte principiava com uma alvorada com toques de clarim e fogos até que, pelas nove horas, o cortejo descia trazendo o carro, passando pela rua 2 de Julho. Ela prossegue seu relato falando do encerramento na Praça da Catedral, onde era celebrado o Te Deum e, num elemento hoje inexistente, contou que havia a encenação de uma peça teatral no "Teatro Centenário" onde "as senhoras e senhoritas da sociedade apresentavam-se na sua melhor forma; as damas ricas, ostentando as suas joias caras e antigas que ressaltavam dos colos empoados ou dos vestidos de seda pura, ricamente confeccionados". Do seu relato, ressalta, tem-se sobressaindo na organização e à frente da comissão organizadora a figura do Capitão João Antônio de Cerqueira que, com o apoio da esposa Theodolina Montenegro Cerqueira, levava a cabo os ensaios para o dia da festa. Um dos maiores colaboradores dos eventos da cidade foi João Gumes, pioneiro da imprensa sertaneja no final do século XIX, e que também foi "dramaturgo, além de ter fundado uma sociedade dramática que incentivava o desenvolvimento das representações cênicas na cidade, compôs dramas e comédias que foram encenados nas festividades religiosas e cívicas caetiteenses, principalmente nas
comemorações do 2 de julho" e, por ocasião da festa, seu jornal "A Penna" ampliava o número de páginas.
O festejo, depois, seguiu o modelos das festas católicas, sendo patrocinado por um festeiro - que era aquele que "recebia a bandeira" do festeiro do ano anterior. Com a refundação da Escola Normal da cidade, esta passou a ter participação ativa durante os desfiles e, não raro, seus diretores eram também os festeiros, mantendo-se essa participação escolar mesmo com a mudança dessa escola para o Instituto de Educação Anísio Teixeira. Com a instalação da ditadura, em 1964, o festejo parou de ser realizado; ressurgiu na década seguinte e, desde então, não foi realizado somente no ano de 1976 (em razão da grande seca que ocorrera) e em 2003, sob uma alegada infestação de febre maculosa na região; novamente, não foi realizada no formato tradicional nos anos de 2020 e 2021 com as restrições sanitárias da pandemia.

## Elementos da Festa
|                                     |  |                                             |
| Baianas a caráter, na Festa de 2007 |  | Comunidades quilombolas no desfile, em 2013 |

Alguns elementos da comemoração estão protegidos pelo decreto municipal de tombamento. Segundo Koehne, "a cada ano, um elemento era adicionado, outro esquecido; foi assim que, nos anos de 1960, apareceu a garça de “Seu” Idalino, antecedendo os caboclos (elemento que realçava o caráter de brasilidade da festa) e a marujada. Essa “garça” era uma espécie de “burrinha” sui generis: seu pescoço, feito com um cipó colhido nas matas vizinhas à cidade, quando puxado e solto simulava a ave dando bicadas: um elemento picaresco em meio à seriedade das lembranças de tantos mártires. Na Marujada, toda ela formada por elementos populares, tínhamos o comando de homens do povo como “Seu” Inocêncio, Júlio Potó, Manoel Bom-Nariz e Teodoro, parente deste. Além destes, estavam lá Gasparino da Ladeira e Bernardino, nomes quase esquecidos."
A partir de 2012 o desfile passou, pela primeira vez, a contar com a participação das comunidades quilombolas caetiteenses, sendo este um elemento introduzido no festejo. Em 2010 a Secretaria Municipal de Educação acrescentou um subtema aos desfiles. Dentre as ações tradicionais estão aquelas que antecedem aos desfiles dos dias primeiro e dois, como o "Levante do Mastro" diante da Catedral de Senhora Santana, e a realização de "ensaios" dos grupos de montaria.
Zezito Rodrigues conclui: "Os signos da festa, como a cabocla, a presença de forças militares, cavaleiros, a igreja com o Te Deum, as representações da mourama etc. atuaram na reapropriação das memórias coletivas e reatualização do sentido das lutas nas representações recentes".

### Mourama

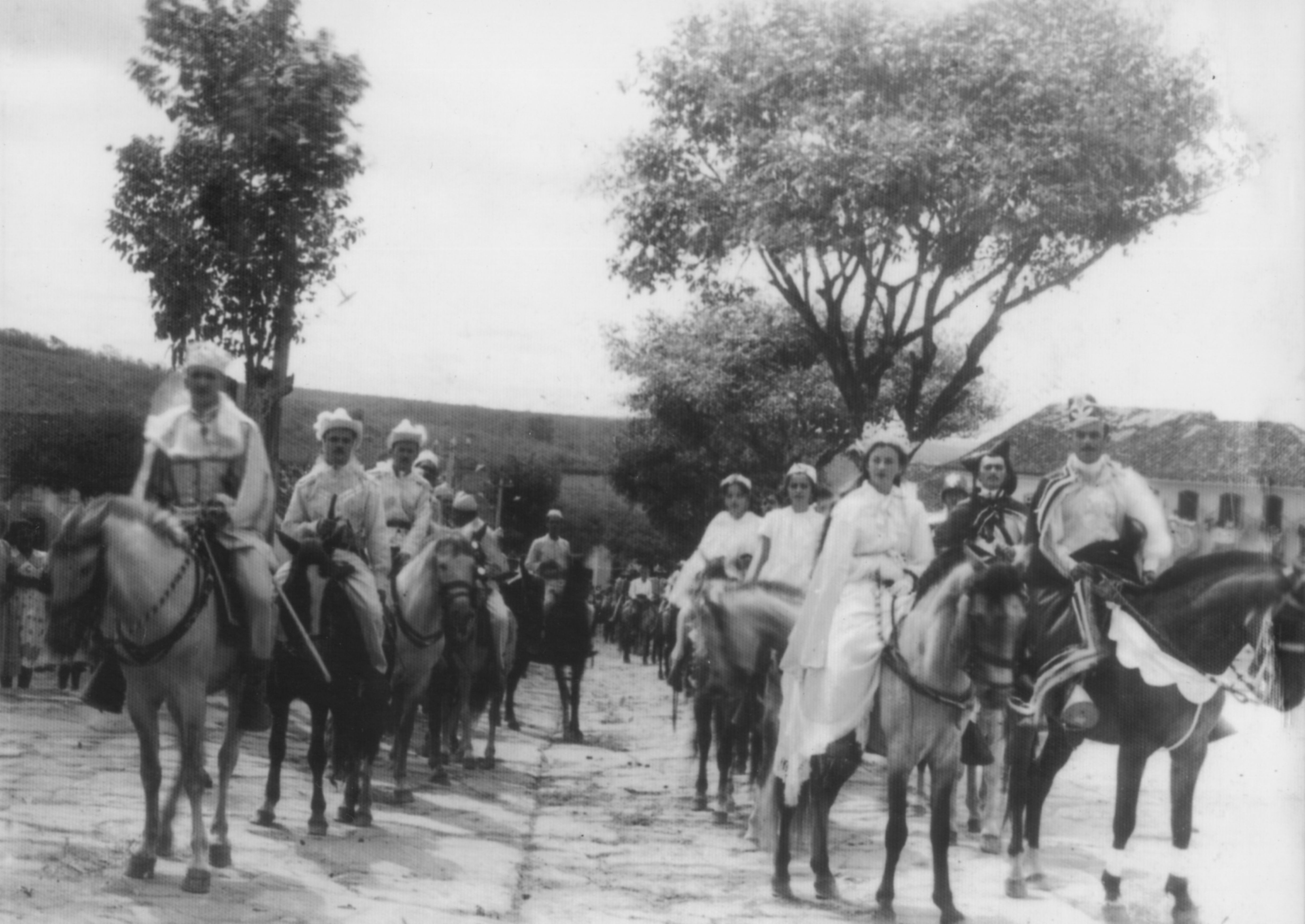
Registro da Mourama na década de 1950, Thales Gottschalk Fausto é o rei mouro, à direita.

Elemento que integrou os festejos desde tempos remotos, acabou não resistindo ao tempo. Consistia na representação de um drama passional equestre de origem portuguesa onde o rei mouro se apaixona pela princesa cristã e, ante a impossibilidade de concretizarem o romance, promove o rapto da amada que, então é seguido por um resgate. Os mouros vestiam-se de vermelho, contrastando com os cristãos de azul. Em Caetité fazia parte da festa "onde se misturavam o garbo dos cavaleiros, a beleza do séquito da princesa e o contraste do vermelho e azul".
Registrou a cronista Palmira Guanais de Aguiar Fausto dois momentos em que seu marido, Thales Gottschalk Fausto, atuou na representação durante a festa do dois de julho. Na primeira, por volta de 1956, era o príncipe mouro "fantasiado de vermelho, moreno queimado, brinco na orelha esquerda (...) parecia um mouro vindo das bandas do Oriente"; a segunda, na década de 1970, ele foi o rei cristão "estava de azul, acompanhando zeloso a princesa".

### "Levada da Cabocla" e "tapuiada"
|                                                                                     |  |                                                              |
| Joselito P. de Souza ("Soldado" - 1936-2022) com a tradicional "Tapuiada", em 1987. |  | Pelotão com os indígenas representados por crianças, em 2004 |

Dentre os elementos constantes do desfile está a figura do "caboclo". Bartolomeu Mendes registra que em 1914 a comissão organizadora, tendo à frente João Cerqueira e Clemente Tanajura, procurou voltar aos elementos tradicionais da festa; assim, "na manhã do dia 02 de julho começou o desfile com a cavalhada (...) tapuyada, filarmônicas e uma criança caracterizada simbolizando o "gênio nacional", esmagando o dragão do despotismo" (sic), ao que Sérgio Armando Diniz Guerra Filho contradiz, analisando esse trecho da obra, afirmando que o autor "não apresenta indícios da presença do Caboclo (...) Não seria exagero a dedução de que a criança se vestira de índio, posto a posição de esmagar o dragão é típica das imagens de caboclo e cabocla nas demais festas".
"Na noite do dia primeiro ocorre grande desfile onde um ricamente ornado carro alegórico com a “cabocla” matando um dragão (figura que, alegoricamente, simboliza a tirania colonial) desfila pelas ruas principais, sendo levado até a chamada “Pedra do Conselho”, situado diante do Cemitério Municipal. Ali o carro da Cabocla pernoita" para, no dia seguinte, ser buscado pelo cortejo cívico, sendo o carro finalmente levado até a Praça da Catedral, onde tem o encerramento de toda a solenidade com uma missa Te Deum celebrada.

### Da "Cavalhada" aos Grupos de Montaria
Bartolomeu Mendes consagrou a expressão popular da "cavalhada" como um dos elementos constantes dos desfiles; para este autor "tem sido utilizada como parte principal da festa". Segundo ele "é um espetáculo de destreza e elegância! As acrobacias de exibicionistas habilidosos se misturam com o visual estético das mulheres extrovertidas e agradáveis, que se produzem neste dia, expondo-se ao público sobre os cavalos que conduzem". A cidade se transforma numa grande passarela para onde convergem atores e espectadores."
Prefaciando a obra de Mendes, o acadêmico Marco Antônio Guanais Aguiar Rochael registrou: "no início dos anos 90 a festa de Dois de Julho tomou um novo rumo, quando fundamos o Grupo de Montaria Burro Preto, pioneiro nesse segmento, que lançou definitivamente a semente de novos grupos, a exemplo do "Rancho de Palha", "Argola de Ouro", "Tropel de Ouro", "Cavalo Selvagem", "Anguá", "Palmeira", "Pajeú do Vento", "Santa Luzia", "Umbuzeiro", etc. O "Burro Preto" hoje não é o maior nem o mais organizado mas, com certeza, como sempre tenho proclamado a título de brincadeira, "é o único internacional", pois desde a sua fundação participamos de cavalhadas de outra natureza nas cidades circunvizinhas" e adiciona que "a criação dos grupos de montaria é um fato por demais significativo nos festejos do Dois de Julho em Caetité, tornando a festa maior e mais organizada".
Koehne, em 2015, informa que existiam trinta e um grupos de montaria organizados para o desfile naquele ano; cita, ainda, que esse era um dos elementos novos incorporados à Festa e que "os cavalos passaram a ser o cerne dos desfiles, que sempre têm início na noite do dia primeiro de julho, quando se leva o Carro da Cabocla até o local onde ficava a Pedra do Conselho, lugar em que se reuniram os vereadores para proclamar sua brasilidade, em 1821". Em 2019 a prefeitura registrou que o "Dois de Julho de Caetité tem uma particularidade que já se tornou tradição: a participação ativa de cavaleiros e amazonas, com a estimativa de mais de 2.000 cavalos nas ruas, sendo grande parte deles pertencentes a grupos de montaria. A fim de valorizar essa participação é realizada uma eleição dos melhores grupos, que, esse ano, classificou em 1º lugar o Grupo da Palmeira, o Grupo Amigos de Maniaçu em 2º e o Umbuzeiro em 3º".

## Situação atual
Jó Oliveira relata que "desde o ano 2000, quando o então candidato a prefeito Dr. Ricardo Ladeia ficou responsável pelos festejos, que a festa ganhou uma outra dimensão e uma melhor organização, de forma que os festeiros seguintes tiveram que, pelo menos, tentar aproximar-se daquilo que foi mostrado" e que, como prefeito, Ladeia procurou dar um maior apoio ao festejo havendo, inclusive, no seu último ano pretendido municipalizar a comemoração.
Instituída em 2005 pelo governo do estado, a "Rota da Independência" é uma ação da Fundação Pedro Calmon (FPC) que percorre as cidades históricas do estado que tiveram participação nas lutas e que mantêm viva sua memória, sendo Caetité uma delas ao lado de Cachoeira, Maragogipe e outras. Na edição de 2019 a "Rota" foi realizada no Museu do Alto Sertão da Bahia, com palestra do professor da UFBA, Moisés Frutuoso, sendo a quarta etapa do projeto e ainda "com aulas públicas, exposição e atividades infanto-juvenis, através da Biblioteca de Extensão (Bibex)".
Em 2020, com os festejos suspensos em razão da pandemia de Covid-19, a prefeitura efetuou o tombamento da Festa como bem histórico e cultural do município. "Para tornar a festa patrimônio cultural, o decreto observou as figuras históricas da cidade como o jornalista João Antônio dos Santos Gumes, seus filhos Eponina Zita e Sadi Rútilo, João Cerqueira, Luiz Buião, Aloísio Carvalho, Ricardo Ladeia, dentre outros já falecidos que dedicaram seus esforços por tornar o evento uma festa memorável". Também como fruto da suspensão das ações presenciais, foram realizadas duas "lives": a primeira, no dia 29 de junho, teve por tema ‘O significado do 2 de Julho na Independência do Brasil’ e participação do diretor da FPC Zulu Araújo e do professor Nivaldo Dutra, e mediação de Fernanda de Oliveira Matos; a segunda, no dia 1º de julho, contou com a participação do historiador dr. Argemiro Ribeiro e do memorialista André Koehne e mediação de Rosemária Juazeiro. No ano seguinte, ainda sob as medidas sanitárias restritivas, a prefeitura promoveu um vídeo do humorista Ivan Mesquita (dito "Cêro"): "Num registro que ganhou o mundo, com o falar brincalhão do baiano, Cêro levou Anísio Teixeira, os poetas Plínio de Lima e Camillo de Jesus Lima, que estavam tranquilos no boteco ao som do grande Waldick Soriano, a tomarem parte ativa das lutas que aconteciam no Recôncavo Baiano"; e, finalmente, "o prefeito Valtécio Neves Aguiar fez uma live, hasteou bandeiras na praça e colocou uma coroa de flores na Pedra do Conselho, e fechou as homenagens com a celebração de uma missa com Te Deum".

### Registro das edições
As comemorações contam com a presença de políticos e autoridades, além da população e milhares de participantes, das quais há muitos registros.
Em 9 de julho de 1914 o jornal "A Penna" dizia, na transcrição de Giane Pimentel: “Cabe ao Caeteté a honra de ter introduzido no alto sertão a louvável usança da festa cívica ao 2 de julho, como se constata do seu archivo municipal. (...) Recitaram lindas poesias das janellas de sua residência, o Major Antonio Neves e seu filhinho Affonso; (...) Seguiram-se na tribuna as interessantes crianças: Elza Castro que recitou a poesia „A Bandeira‟ do Dr. Frederico Lisboa, Silvia Silveira, Filomena Fagundes Silveira e Maria Julieta Cardoso, as quaes recitaram não menos lindas poesias. Foram todas applaudidas com enthusiasmo”. A autora frisa: "A festa ao Dois de Julho é, ainda hoje, a mais alta tradição cívica na cidade de Caetité".
A festa de 1918 teve o seguinte relato por Áurea Costa Silva: "Acabara de anoitecer; os lampiões já estavam acesos em toda a cidade de Caetité, que, naquela noite de 1º de julho, se achava engalanada e festiva. Havia muitas fogueiras acesas por todo o percurso onde passaria o carro alegórico, rumo à ladeira do Conselho, de onde, na manhã seguinte, seria transportado em triunfo pelas ruas da cidade. Cavalheiros em disparada, ao som dos guizos das cavalgaduras, davam a nota pitoresca ao ambiente. A multidão reunia-se pelas calçadas, sob as estrelas e a lua cheia. Espocavam fogos ao iniciar-se o hino baiano, quando surgiu o cortejo cívico à entrada da rua Barão de Caetité. À frente vinha o carro alegórico, empurrado por civis e militares, seguido da tradicional tapuiada, em ritmo de dança guerreira, empunhando arcos e tangapemas e soltando assobios estridentes e ritmados; a banda de música, seguida pelo povo. O cortejo cívico fez várias paradas às portas das casas, onde oradores declamavam odes à grande data baiana. (...) Ás oito e meia, povo, autoridades, escolas e linha de tiro e a banda de música seguiram para a Pedra do Conselho". Ela continua seu minucioso relato, do qual excertos dão a dimensão de como a cidade se envolve na comemoração: "Naquela noite, poucas pessoas dormiram, aguardando ansiosamente a alvorada do dois de julho, em que a Bahia se emancipou do jugo português. Aguardaram a madrugada com festinhas e churrascos, até que ela foi anunciada com salvas de tiros, a banda tocando o Hino Nacional, o toque dos clarins e o espocar de fogos..." Ela conclui: "E à noite, no Teatro Dois de Julho, foi levado à cena um emocionante drama: O Designado, de autoria de um ilustre filho da cidade. E foi assim que, com chave de ouro, encerrou-se os festejos ao 2 de julho, naquele ano de 1918".

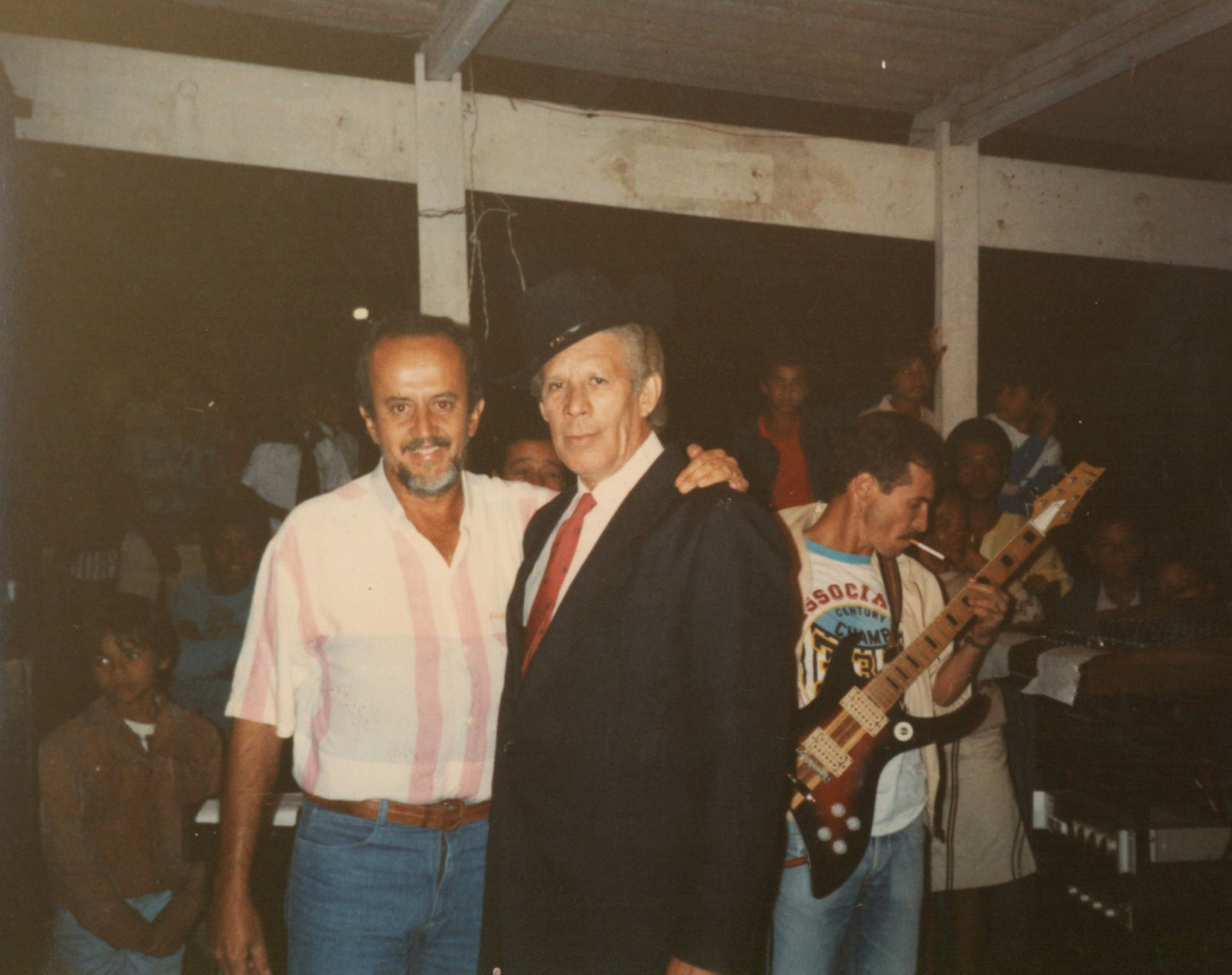
Show em 1987: Waldick com o festeiro Maurício Lima (esquerda) e o músico "Pio" (direita)

No ano de 1987, quando foi festeiro o engenheiro Maurício Lima Santos, o cantor caetiteense Waldick Soriano fez um show em praça pública, um "retorno [que] foi promovido por um dos maiores entusiastas desta comemoração, o prematuramente falecido Dr. Jairo Francisco Ramos Pontes". Em 2004 a "festeira" foi a própria prefeitura do município, e contou com a participação de fanfarras das cidades de Guanambi, Riacho de Santana e a de Maracás, que era "tetracampeã baiana na modalidade". Em 2008 a noite do dia primeiro teve show com o cantor Edigar Mão Branca, e o desfile no dia seguinte teve "a participação especial do 17º Batalhão da Policia Militar, da Filarmônica 13 de junho de Paratinga, da Filarmônica Álvaro Vilares Neves de Caetité, do Batalhão de Infantaria de Feira de Santana, do 2º Distrito Naval da Marinha do Brasil e o Pelotão do Tiro de Guerra de Brumado". Sobre esse período (2001-2008) registrou Jó Oliveira que a Secretaria de Educação realizou os cortejos "com o apoio do Instituto de Educação Anísio Teixeira e da Cooperativa de Mineradores de Brejinho das Ametistas, montou-se uma estrutura de apoio para manter o júbilo dos festejos. Nos últimos anos foram criados guarda-roupas para o evento, com as fantasias e vestimentas utilizadas nessa época para abrilhantar o desfile".
Maria Lúcia Nogueira registrou: “Neste ano de 2010, a festa do Dois de Julho foi toda em comemoração dos “200 Anos de Caetité’; reatualizando todos os ritos que compõem a festa desde seus primórdios, o desfile cívico contou com o apoio das Secretarias Municipais de Educação e de Cultura e de outros segmentos da sociedade; houve grande participação de Escolas, Grupos de Montaria, etc. e muita gente vinda de municípios circunvizinhos, de cidades próximas e distantes para assistirem ao desfile”.

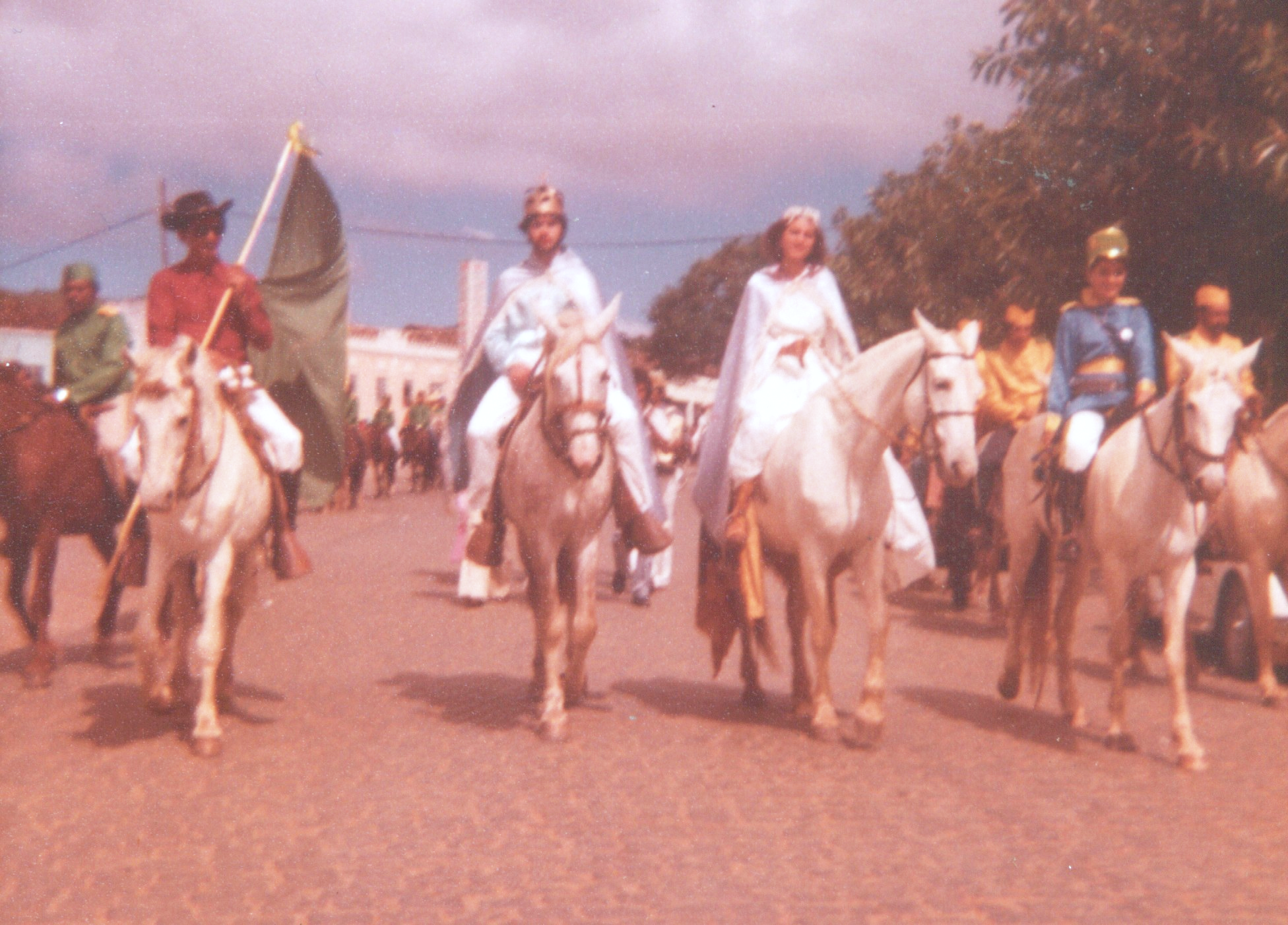
Festeiros, como Aloísio Gomes de Carvalho (à esquerda), eram os responsáveis pela organização, até começo do século XXI.

No ano de 2013, o evento foi precedido, em junho, do "Primeiro Ensaio Oficial de 2 de Julho, que foi no domingo, dia 9. As ruas da cidade foram tomadas pelos Grupos de Montaria reforçando o regionalismo em comemoração à Independência da Bahia. Este ensaio foi coordenado pelo Grupo de Montaria Burro Preto". "Na Praça da Catedral foi montado o Museu da Independência, com imagens, figuras e textos que contaram de forma lúdica e bastante interessante, a história desse importante momento" para o estado da Bahia. Nesse ano a festa teve por subtema "2 de julho - Tradição e Movimento / Sertão Produtivo, Identidade e Pertencimento"; no dia primeiro houve a "Levada da Cabocla à Pedra do Conselho, no Bairro Buenos Aires, logo após, houve um show com Max e Leo, na Praça da Catedral", sendo no dia seguinte "as ruas de Caetité foram palco de manifestações culturais, apresentadas no tradicional Desfile Cívico. Um grande público da cidade e região" assistiu ao "desfile [que] envolve diretamente mais de 2 mil pessoas, cavaleiros e amazonas, distribuídos em 13 blocos e em 31 Grupos de Montaria".
Em 2017 "após a tradicional Levada da Cabocla", houve na praça um show da banda 100 Parea e a temática do desfile do dia dois foi "respeito à liberdade, apreço à tolerância". Na edição desse ano o "desfile contou também com a participação inédita de índios tupinambás, que emocionaram ao mostrar as raízes de um povo que nunca parou de lutar", além da "participação de escolas municipais e estaduais, fanfarras, Forças Armadas Brasileiras, filarmônicas, Maçonaria, Desbravadores, vaqueiros, trabalhadores rurais com carros de boi, comunidades quilombolas do município, além dos 28 grupos de montaria, que sempre são um destaque à parte da festa".
Em 2019 a festa teve como temática “Liberdade para autonomia, criticidade e formação”; no dia 29 de junho houve o último ensaio dos grupos de montaria com o levante do mastro na Praça da Catedral e "Campeonato de Equinos no Parque de Comercialização de Animais Vereador César Ladeia"; no dia 1º houve a tradicional "levada da cabocla" com um show ao final da banda "Arreio de Ouro". Além disso, a programação estadual da "Rota da Independência", com biblioteca móvel nas escolas municipais, teve aulas públicas sobre  “O Alto Sertão na Guerra”. Nesta edição também foi homenageado Wagner Marques de Oliveira Silva, mestre de capoeira "Imburana", morto em junho daquele ano, aos 32 anos de idade. No dia primeiro o evento "durou pouco mais de três horas e contou com dois mil e duzentos participantes. O desfile foi dividido em quadros e abordou temas como: feminicídio, demarcação das terras indígenas e ainda cobrou mais investimento na educação". Segundo a prefeitura, "o Desfile Cívico contou com a participação de escolas municipais e estaduais, fanfarras, forças armadas brasileiras, filarmônicas, maçonaria, desbravadores, vaqueiros, trabalhadores rurais com carros de boi, comunidades quilombolas do município, do grupo Tambores da Magia, além de mais de 20 grupos de montaria".
No ano de 2023 uma iniciativa da Secretaria de Educação inovou o aspecto memorial da comemoração, com a publicação da "Revista Bicentenário do 2 de Julho – Celebração da Independência em Caetité". Seu lançamento ocorreu no dia 30 de junho, contando com a presença do prefeito Valtécio Aguiar e do juiz José Eduardo das Neves Brito, ele próprio um dos autores publicados, junto a pesquisadores e memorialistas da cidade como Zezito Rodrigues, André Koehne, Fernanda Oliveira (que também apresentou o evento), Marco Antônio Rochael, Fábio Silveira, Marcos Fernandes e Silvia Ysnar (todos da Academia de Letras), além de outros autores baianos.

### Artigos acadêmicos e revistas
- Carneiro, Giane Araújo Pimentel (2011). «As práticas educativas familiares no processo de distinção geracional criança/adulto (Caetité-BA, 1910-1930)» (PDF). Universidade Federal de Minas Gerais. Consultado em 11 de outubro de 2023. Cópia arquivada (PDF) em 10 de julho de 2020
- Guerra Filho, Sérgio Armando Diniz (27 de fevereiro de 2022). «Dois de Julho: Festas de Caboclo e Cabocla e a Guerra de Independência na Bahia». Brasília: UNB. Em Tempo de Histórias (40): 207-219. ISSN 2316-1191. Consultado em 3 de novembro de 2023. Cópia arquivada em 3 de novembro de 2023
- Koehne, André Luiz Gomes (julho de 2015). «Festa do Dois de Julho em Caetité». Bahia com História (1). Consultado em 1 de novembro de 2023. Cópia arquivada em 30 de junho de 2016
- Nogueira, Maria Lúcia Porto Silva (2010). «A norma dos "bons costumes" e as resistências femininas nas obras de João Gumes (Alto Sertão Baiano, 1897-1930)» (PDF). Programa de Estudos Pós-Graduados em História, Pontifícia Universidade Católica de São Paulo. Consultado em 6 de novembro de 2023. Cópia arquivada (PDF) em 21 de janeiro de 2022
- Santos, Renata Lourenço dos (2017). «Significações do sertão em Caetité (BA) veiculadas pelo jornal A Penna e pelo boletim O Candeeiro» (PDF). UESB. Consultado em 10 de novembro de 2023. Cópia arquivada (PDF) em 5 de outubro de 2019
- Secretaria de Educação de Caetité (2023). «Revista Bicentenário do 2 de Julho». Revista Bicentenário do 2 de Julho (Celebração da Independência em Caetité) (1). 60 páginas. Consultado em 17 de novembro de 2023
- Souza Filho, Argemiro Ribeiro (27 de fevereiro de 2022). «Confrontos políticos e redes de sociabilidade, Bahia (1821-1823)» (PDF). São Paulo: USP. Teses USP. 311 páginas. Consultado em 6 de novembro de 2023. Cópia arquivada (PDF) em 5 de maio de 2020